# Cornelis Wind
Cornelis Harm Wind (Groningen, 7 november 1867 — Utrecht, 7 augustus 1911) was een Nederlands natuurkundige. Wind is een  pionier geweest in het onderzoek van röntgenstraling. Hij is overleden aan de gevolgen van beenmergbeschadiging (beenmergdepressie).

## Loopbaan
Cornelis Wind promoveerde in 1894 aan de Rijksuniversiteit Groningen bij Herman Haga op het proefschrift De locaalvariometer van Kohlrausch en het magnetisch veld in het physisch laboratorium te Groningen. Van 1895 tot en met 1902 was hij als lector physische chemie en mathematische physica  verbonden aan de Rijksuniversiteit Groningen. Wind werd in 1902 benoemd tot hoofddirecteur van het Koninklijk Nederlands Meteorologisch Instituut (KNMI) te De Bilt als opvolger van Maurits Snellen. Na zijn benoeming in 1905 tot hoogleraar aan de Utrechtse universiteit in de mathematische fysica en theoretische mechanica bleef hij in verschillende functies verbonden aan het KNMI tot zijn overlijden in 1911. In 1903 werd hij op 36-jarige leeftijd benoemd tot lid van de Koninklijke Nederlandse Akademie van Wetenschappen.
In zijn korte leven heeft hij belangrijke ontwikkelingen op gang gebracht op het gebied van weer- en klimaatkunde, aardbevingsonderzoek en onderzoek van de zee.
Eerder toonde hij het elektromagnetisch karakter van röntgenstraling aan, en bepaalde door middel van diffractie de golflengte ervan. In hun Nobelprijslezingen verwezen zowel Compton als Von Laue naar het werk van Haga en Wind uit 1899. In juli 1911 vroeg en verkreeg hij ontslag als lid van de commissie van toezicht op het Rijksinstituut voor het onderzoek van de zee en als gedelegeerde van Nederland van de in te Kopenhagen gevestigde permanente internationale raad voor het onderzoek van de zee. Hij werd begraven te Utrecht; tijdens de plechtigheid voerde onder meer E. van Everdingen het woord, de directeur van het Meteorologisch Instituut. Wind was een goede vriend van Pieter Zeeman.

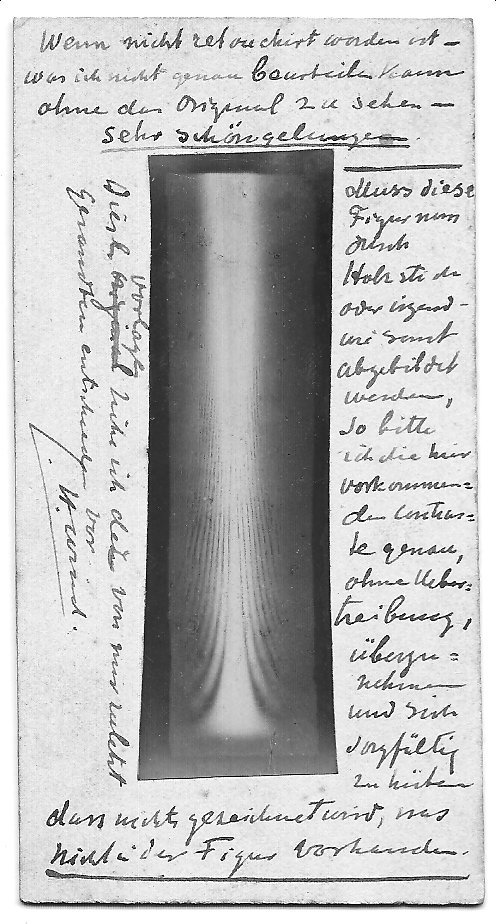
Diffractiepatroon door C. H. Wind